# Traité international sur les ressources phytogénétiques pour l'alimentation et l'agriculture
Le Traité international sur les ressources phytogénétiques pour l'alimentation et l'agriculture ou TIRPAA (en anglais, International Treaty on Plant Genetic Resources for Food and Agriculture : ITPGRFA) est un accord international visant à assurer la sécurité alimentaire par le biais de la conservation de la biodiversité, de l'échange et de l'utilisation durable des ressources phytogénétiques, tout en garantissant le partage des bénéfices. Le nom de ce traité est souvent abrégé en « Traité sur les semences » (en anglais, International Seed Treaty).
Adopté le 3 novembre 2001 par la 31e Conférence de l’Organisation des Nations unies pour l’alimentation et l’agriculture (FAO), le Traité est entré en vigueur le 29 juin 2004.
Le Traité a pour objectif la conservation et l'utilisation durable des ressources phytogénétiques pour l'alimentation et l'agriculture, ainsi que le partage équitable des avantages dérivant de leur utilisation (y compris les avantages générés par les échanges commerciaux). Il reconnaît également le droit des agriculteurs et met en place un système multilatéral d'accès et de partage des avantages dérivant des cultures concernées par le traité. Les principales cultures et plantes fourragères, considérées comme les plus importantes pour la sécurité alimentaire, sont au nombre de 64.
Cet accord doit fonctionner en harmonie avec la Convention sur la diversité biologique.
Il comprend un mécanisme de financement recevant une quote-part des bénéfices liés à l'utilisation commerciale des ressources génétiques végétales incluses dans le système.
Le traité est suivi par la Commission des ressources génétiques pour l'alimentation et l'agriculture (CRGAA) de la FAO. 

## Contenu du Traité
- Reconnaît les droits des paysans.
- Reconnaît explicitement le rôle des paysans dans la conservation de la biodiversité.
- Contraint en conséquence les pays signataires à adopter des actions des politiques et des programmes pour la conservation in situ / on farm et la phytosélection participative[3].

## Adoption du Traité
Le traité a nécessité sept années de négociations au sein de la FAO. Une tentative précédente de mettre en place un accord international était le IU (International Undertaking on Plant Genetic Resources for Food and Agriculture). Cependant le IU reposait sur le principe selon lequel les ressources génétiques étaient patrimoine commun de l'humanité. La Convention sur la diversité biologique (1993) ayant amené les ressources génétiques sous la juridiction des gouvernements nationaux, l'IU s'est révélé obsolète.
Le TIRPAA a été adopté le 3 novembre 2001 lors de la 31e Conférence de la FAO, et avait été approuvé par 116 voix et 2 abstentions, le Japon et les États-Unis. Il était ouvert à la signature du 3 novembre 2002 au 4 novembre 2002, pour tous les membres de la FAO, ainsi que des pays membres de l'ONU, de l'une.de ses institutions spécialisées ou de l'Agence internationale de l'énergie atomique. Les pays intéressés peuvent désormais adhérer sans signature préalable.
Le Traité entrera en vigueur lorsqu'au moins 40 pays (dont au moins 20 membres de la FAO) quatre-vingt-dix jours après le dernier dépôt.
Une fois ratifié, les pays signataires constitueront l'organe directeur qui décidera des conditions d'application du Traité. Par exemple, il pourra considérer le niveau, la forme et les modalités de partages des bénéfices découlant de la commercialisation des ressources génétiques. Il pourra également traiter du transfert technologique.

## Évolutions
La recherche publique et les semenciers privés sont les principaux acteurs de cette conservation. Ils assurent la gestion de 27 collections privées regroupant près de 37 000 plantes représentatives de la diversité de ces espèces, dont 2, le maïs et le blé, ont été mises à la disposition de la communauté internationale.
Depuis 2016, l’État français a formalisé les conditions permettant de constituer la collection nationale française. Un travail est également en cours pour créer des collections sur d’autres espèces. 
Ce travail, essentiel pour stopper la perte de biodiversité, demande des moyens financiers. Le 3 novembre 2017, à Kigali, le gouvernement français renouvelle son soutien au Traité international sur les ressources phytogénétiques pour l’alimentation et l’agriculture et versera une contribution annuelle de 175 000 euros au Fonds fiduciaire à compter de cette année grâce à l'interprofession des semences française. Le gouvernement a décidé d'inclure de nouveaux matériaux dans le Système multilatéral du Traité international (MLS) qui contient plus de 1.5 million d’échantillons de matériels phytogénétiques  provenant de ses 144 pays membres. 

## Pays participants
| Pays signataires |                       |                       |           |               |                           |                   |             |
| ---------------- | --------------------- | --------------------- | --------- | ------------- | ------------------------- | ----------------- | ----------- |
| Angola           | Cambodge              | Chypre                | Ghana     | Jordanie      | Namibie                   | Salvador          | Togo        |
| Argentine        | Cameroun              | Danemark              | Allemagne | Liban         | Niger                     | Sénégal           | Tunisie     |
| Australie        | Canada                | Égypte                | Grèce     | Luxembourg    | Nigeria                   | Soudan            | Royaume-Uni |
| Autriche         | Cap-Vert              | Érythrée              | Guatemala | Madagascar    | Norvège                   | Swaziland         | Uruguay     |
| Bangladesh       | Chili                 | Espagne               | Guinée    | Malawi        | Paraguay                  | Suède             | Venezuela   |
| Belgique         | Colombie              | États-Unis d'Amérique | Haïti     | Mali          | Pays-Bas                  | Suisse            | Yougoslavie |
| Bhoutan          | Communauté européenne | Éthiopie              | Inde      | Malte         | Pérou                     | Syrie             | Zambie      |
| Brésil           | Costa Rica            | Finlande              | Iran      | Îles Marshall | Portugal                  | Thaïlande         | Zimbabwe    |
| Burkina Faso     | Côte d'Ivoire         | France                | Irlande   | Maroc         | République centrafricaine | Macédoine (FYROM) |             |
| Burundi          | Cuba                  | Gabon                 | Italie    | Mexique       | République dominicaine    | Tchad             |             |

Ratification : Canada, Érythrée, Ghana, Inde, Jordanie, Malawi, Soudan
Acceptation : Cambodge
Approbation : Guinée

## Espèces concernées
En 2017 le Traité concerne 64 des principales espèces utilisées pour l’Agriculture et l’Alimentation mondiale. Il comprend aujourd’hui 1 500 000 ressources génétiques. Les différents pays bénéficiaires de ce traité, (essentiellement des acteurs des pays en développement), ont pu ainsi accéder gratuitement à 4 millions d’échantillons pour développer des plantes adaptées aux modes de production adaptés à chacun d'entre eux. 

### Espèces cultivées vivrières
| Espèces cultivées      | Genre                 | Observations |
| ---------------------- | --------------------- | --- |
| Arbre à pain           | Artocarpus            | Arbre à pain seulement |
| Asperge                | Asparagus             | |
| Avoine                 | Avena                 | |
| Betterave              | Beta                  | |
| Complexe des Brassica  | Brassica et al.       | Sont compris les genres: Brassica, Armoracia, Barbarea, Camelina, Crambe, Diplotaxis, Eruca, Isatis, Lepidium, Raphanobrassica, Raphanus, Rorippa et Sinapis. L’espèce Lepidium meyenii (maca) n’est pas incluse. |
| Cajan                  | Cajanus               | |
| Pois chiche            | Cicer                 | |
| Agrumes                | Citrus                | Y compris, comme porte-greffe, Poncirus et Fortunella. |
| Noix de coco           | Cocos                 | |
| Principales aracées    | Colocasia, Xanthosoma | Principales Aracées: taro, colacase, chou caraïbe, |
| Carotte                | Daucus                | |
| Igname                 | Dioscorea             | |
| Millet éleusine        | Eleusine              | |
| Fraise                 | Fragaria              | |
| Tournesol              | Helianthus            | |
| Orge                   | Hordeum               | |
| Patate douce           | Ipomoea               | |
| Gesse, pois carré      | Lathyrus              | |
| Lentille               | Lens                  | |
| Pomme                  | Malus                 | |
| Manioc                 | Manihot               | Uniquement Manihot esculenta. |
| Banane/banane plantain | Musa                  | Sauf Musa textilis. |
| Riz                    | Oryza                 | |
| Mil à chandelle        | Pennisetum            | |
| Haricot                | Phaseolus             | Sauf Phaseolus polyanthus. |
| Pois                   | Pisum                 | |
| Seigle                 | Secale                | |
| Pomme de terre         | Solanum tuberosum     | Y compris section Tuberosa, sauf Solanum phureja. |
| Aubergine              | Solanum melongena     | Y compris section Melongena. |
| Sorgho                 | Sorghum               | |
| Triticale              | Triticosecale         | |
| Blé                    | Triticum et al.       | Y compris Agropyron, Elymus et Secale. |
| Fève /Vesce            | Vicia                 | |
| Niébé et al.           | Vigna                 | |
| Maïs                   | Zea                   | Non compris Zea perennis, Zea diploperennis et Zea luxurians. |

### Fourrages

#### Légumineuses
| Genre      | Espèce |
| ---------- | --- |
| Astragalus | chinensis, cicer, arenarius |
| Canavalia  | ensiformis |
| Coronilla  | varia |
| Hedysarum  | coronarium |
| Lathyrus   | cicera, ciliolatus, hirsutus, ochrus, odoratus, sativus |
| Lespedeza  | cuneata, striata, stipulacea |
| Lotus      | corniculatus, subbiflorus, uliginosus |
| Lupinus    | albus, angustifolius, luteus |
| Medicago   | arborea, falcata, sativa, scutellata, rigidula, truncatula |
| Melilotus  | albus, officinalis |
| Onobrychis | viciifolia |
| Ornithopus | sativus |
| Prosopis   | affinis, alba, chilensis, nigra, pallida |
| Pueraria   | phaseoloides |
| Trifolium  | alexandrinum, alpestre, ambiguum, angustifolium, arvense, agrocicerum, hybridum, incarnatum, pratense, repens, resupinatum, rueppellianum, semipilosum, subterraneum, vesiculosum |

#### Graminées
| Genre         | Espèce                                                       |
| ------------- | ------------------------------------------------------------ |
| Andropogon    | gayanus                                                      |
| Agropyron     | cristatum, desertorum                                        |
| Agrostis      | stolonifera, tenuis                                          |
| Alopecurus    | pratensis                                                    |
| Arrhenatherum | elatius                                                      |
| Dactylis      | glomerata                                                    |
| Festuca       | arundinacea, gigantea, heterophylla, ovina, pratensis, rubra |
| Lolium        | hybridum, multiflorum, perenne, rigidum, temulentum          |
| Phalaris      | aquatica, arundinacea                                        |
| Phleum        | pratense                                                     |
| Poa           | alpina, annua, pratensis                                     |
| Tripsacum     | laxum                                                        |

#### Autres fourrages
| Genre    | Espèce              |
| -------- | ------------------- |
| Atriplex | halimus, nummularia |
| Salsola  | vermiculata         |